# Bowie binturong
Espèce
Bowie binturong est une espèce d'araignées aranéomorphes de la famille des Ctenidae.

## Distribution
Cette espèce est endémique de Sumatra en Indonésie. Elle se rencontre vers Kedah.

## Description
Le mâle holotype mesure 11,2 mm et la femelle paratype 12,6 mm.

## Systématique et taxinomie
Cette espèce a été décrite par Omelko et Fomichev en 2023.

## Publication originale
- Omelko & Fomichev, 2023 : « A survey of Sumatran Ctenidae (Araneae). 2. Three new species of Bowie Jäger, 2022. » Zootaxa, no 5353(2), p. 101-116.